# Piłkarz roku w Paragwaju

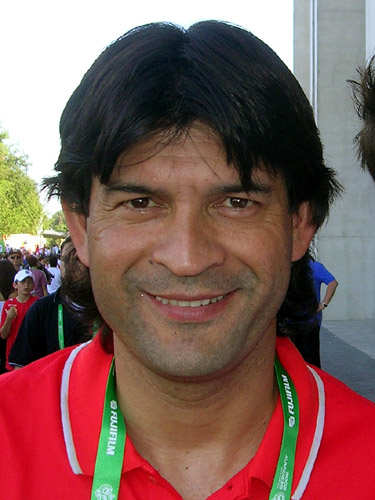
José Cardozo, trzykrotny zwycięzca (2000, 2002, 2003)

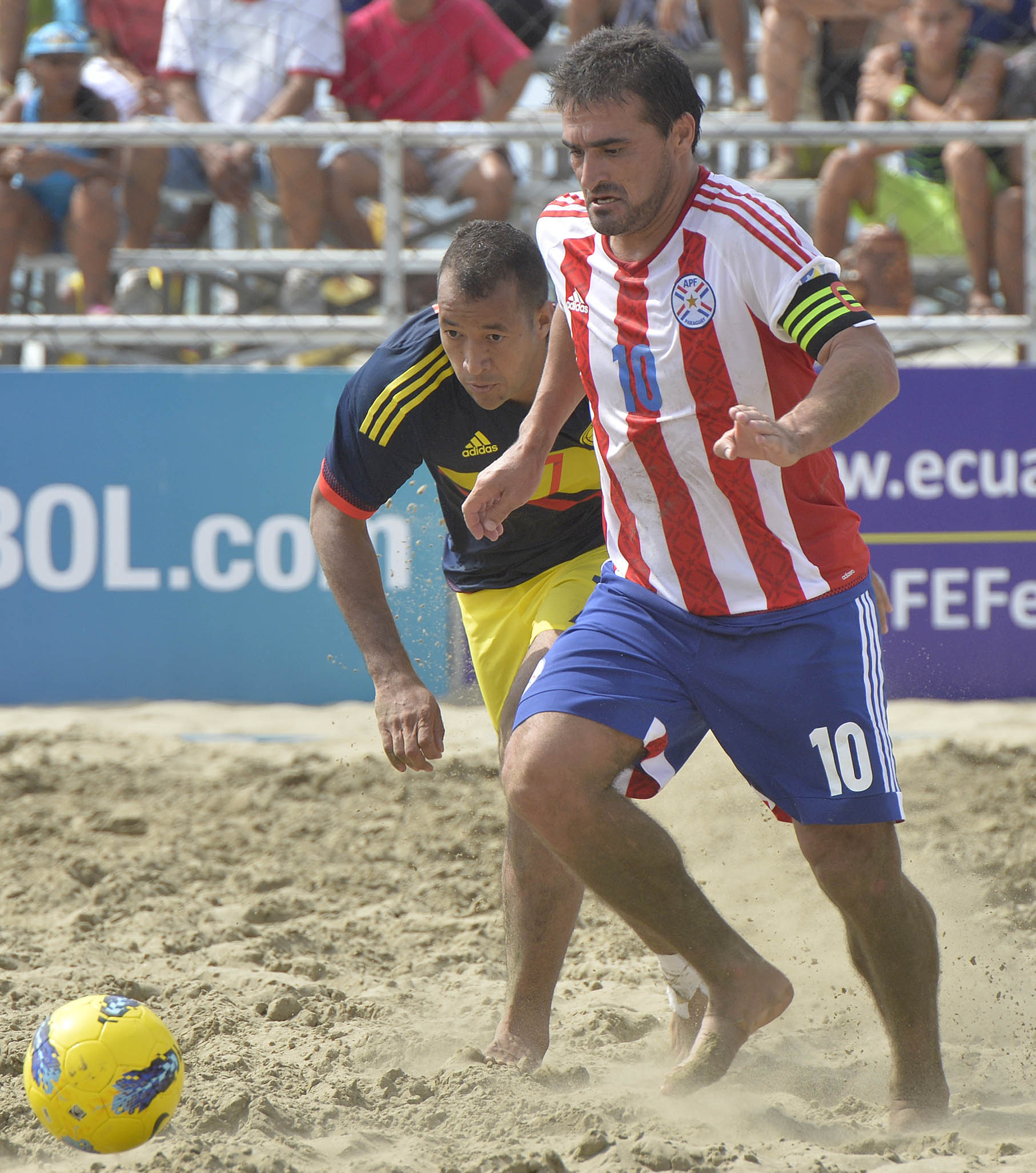
Roberto Acuña, jednokrotny zwycięzca (2001)

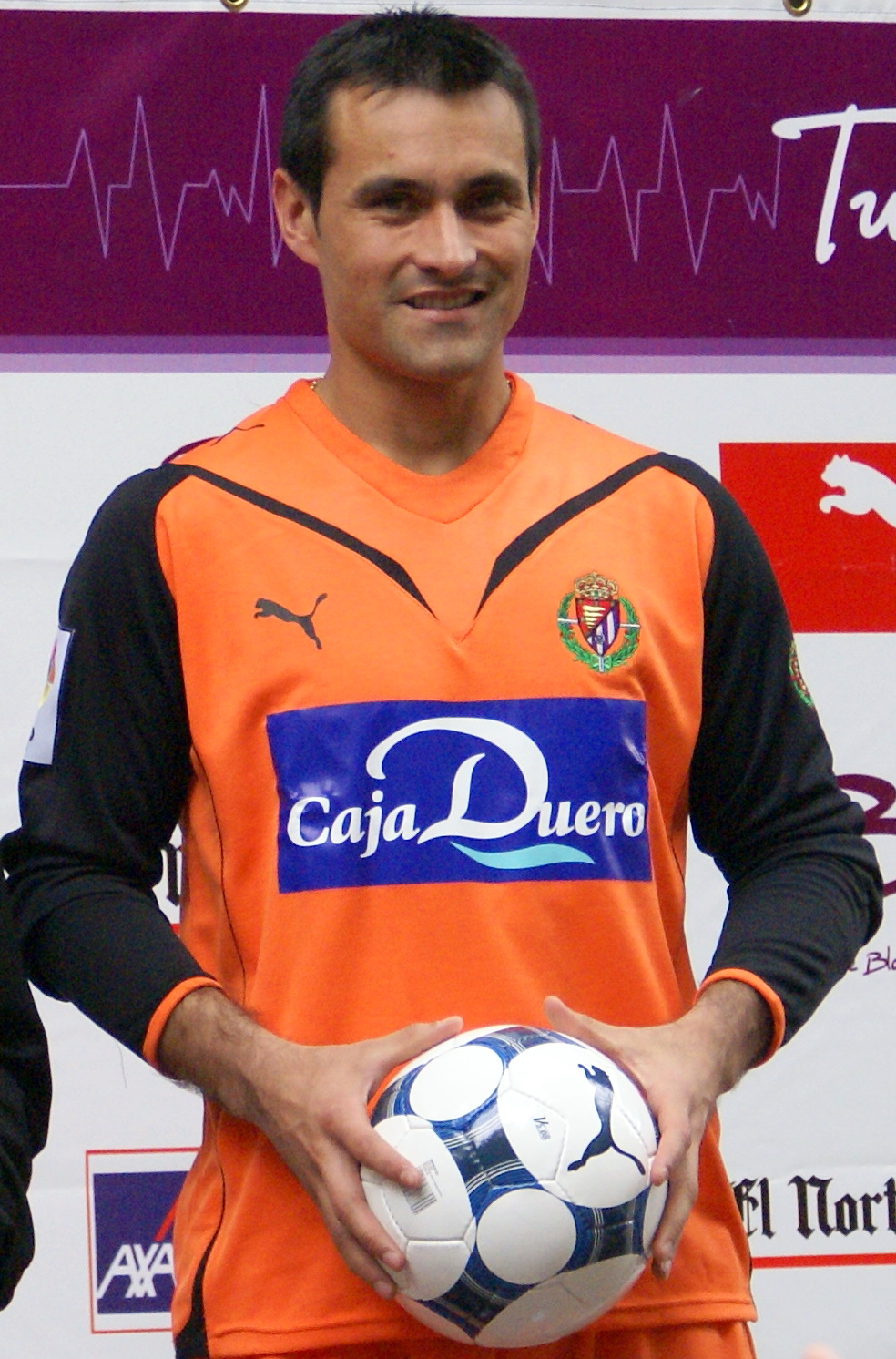
Justo Villar, jednokrotny zwycięzca (2004)

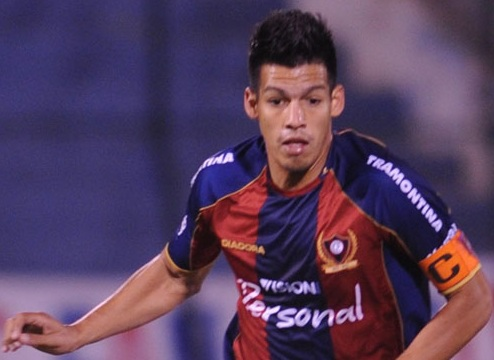
Julio dos Santos, jednokrotny zwycięzca (2005)

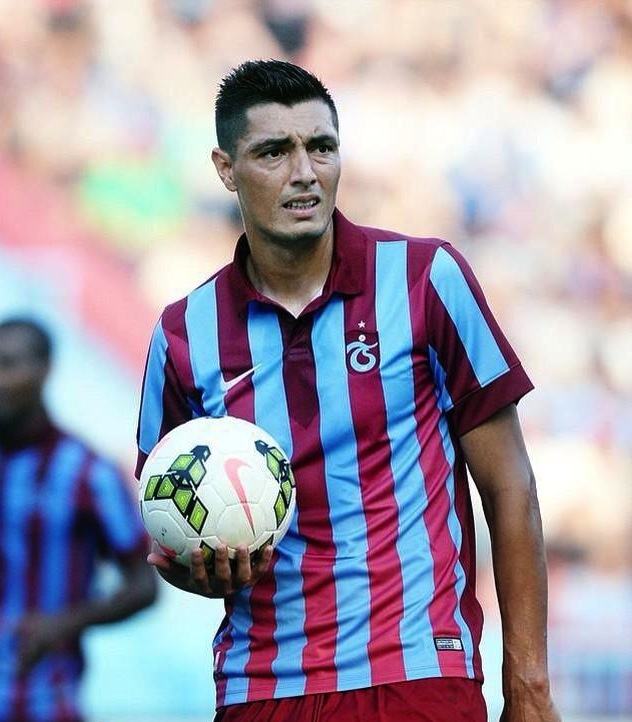
Óscar Cardozo, dwukrotny zwycięzca (2006, 2009)

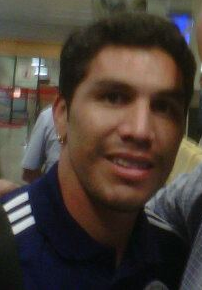
Salvador Cabañas, jednokrotny zwycięzca (2007)

Piłkarz roku w Paragwaju – coroczny plebiscyt na najlepszego paragwajskiego piłkarza grającego w kraju lub poza jego granicami. Jest przyznawana od 1997 roku, a zwycięzcy są wybierani przez gazetę Diario ABC Color.

## Zwycięzcy
| Rok  | . | Zwycięzca               | Zwycięzca            | . | Drugie miejsce   | Drugie miejsce    | . | Trzecie miejsce      | Trzecie miejsce      |
| Rok  | . | Zawodnik                | Klub                 | . | Zawodnik         | Klub              | . | Zawodnik             | Klub                 |
| 1997 | . | Carlos Gamarra          | SL Benfica           | . | b.d.             | b.d.              | . | b.d.                 | b.d.                 |
| 1998 | . | Carlos Gamarra          | Corinthians Paulista | . | b.d.             | b.d.              | . | b.d.                 | b.d.                 |
| 1999 | . | Roque Santa Cruz        | Olimpia              | . | b.d.             | b.d.              | . | b.d.                 | b.d.                 |
| 1999 | . | Roque Santa Cruz        | Bayern Monachium     | . | b.d.             | b.d.              | . | b.d.                 | b.d.                 |
| 2000 | . | José Cardozo            | Toluca               | . | b.d.             | b.d.              | . | b.d.                 | b.d.                 |
| 2001 | . | Roberto Acuña           | Real Saragossa       | . | b.d.             | b.d.              | . | b.d.                 | b.d.                 |
| 2002 | . | José Cardozo            | Toluca               | . | b.d.             | b.d.              | . | b.d.                 | b.d.                 |
| 2003 | . | José Cardozo            | Toluca               | . | b.d.             | b.d.              | . | b.d.                 | b.d.                 |
| 2004 | . | Justo Villar            | Newell's Old Boys    | . | b.d.             | b.d.              | . | b.d.                 | b.d.                 |
| 2005 | . | Julio dos Santos        | Cerro Porteño        | . | b.d.             | b.d.              | . | b.d.                 | b.d.                 |
| 2006 | . | Óscar Cardozo           | Nacional             | . | b.d.             | b.d.              | . | b.d.                 | b.d.                 |
| 2006 | . | Óscar Cardozo           | Newell's Old Boys    | . | b.d.             | b.d.              | . | b.d.                 | b.d.                 |
| 2007 | . | Salvador Cabañas        | Club América         | . | Nelson Valdez    | Borussia Dortmund | . | Roque Santa Cruz     | Blackburn Rovers     |
| 2008 | . | Claudio Morel Rodríguez | Boca Juniors         | . | Paulo da Silva   | Toluca            | . | Salvador Cabañas     | Club América         |
| 2009 | . | Óscar Cardozo           | SL Benfica           | . | Salvador Cabañas | Club América      | . | Guillermo Beltrán    | Nacional             |
| 2009 | . | Óscar Cardozo           | SL Benfica           | . | Salvador Cabañas | Club América      | . | Nelson Valdez        | Borussia Dortmund    |
| 2010 | . | Lucas Barrios           | Borussia Dortmund    | . | Nelson Valdez    | Borussia Dortmund | . | Antolín Alcaraz      | Club Brugge          |
| 2010 | . | Lucas Barrios           | Borussia Dortmund    | . | Nelson Valdez    | Hércules CF       | . | Antolín Alcaraz      | Wigan Athletic       |
| 2011 | . | Pablo Zeballos          | Olimpia              | . | Fredy Bareiro    | Cerro Porteño     | . | Marcelo Estigarribia | Newell's Old Boys    |
| 2011 | . | Pablo Zeballos          | Olimpia              | . | Fredy Bareiro    | Cerro Porteño     | . | Marcelo Estigarribia | Juventus F.C.        |
| 2012 | . | Pablo Aguilar           | Sportivo Luqueño     | . | José Ariel Núñez | Libertad          | . | Fidencio Oviedo      | Cerro Porteño        |
| 2012 | . | Pablo Aguilar           | Tijuana              | . | José Ariel Núñez | Libertad          | . | Fidencio Oviedo      | Cerro Porteño        |
| 2013 | . | Ángel Romero            | Cerro Porteño        | . | Pablo Velázquez  | Libertad          | . | Pablo Aguilar        | Tijuana              |
| 2013 | . | Ángel Romero            | Cerro Porteño        | . | Pablo Velázquez  | Toluca            | . | Pablo Aguilar        | Tijuana              |
| 2014 | . | Fernando Fernández      | Guaraní              | . | Roque Santa Cruz | Málaga CF         | . | Ángel Romero         | Cerro Porteño        |
| 2014 | . | Fernando Fernández      | Guaraní              | . | Roque Santa Cruz | Málaga CF         | . | Ángel Romero         | Corinthians Paulista |
| 2015 | . | Derlis González         | Dynamo Kijów         | . | Santiago Salcedo | Sol de América    | . | Darío Lezcano        | FC Luzern            |

## Zwycięstwa

### Według piłkarzy
| Piłkarz                 | Liczba nagród |
| ----------------------- | ------------- |
| José Cardozo            | 3             |
| Carlos Gamarra          | 2             |
| Óscar Cardozo           | 2             |
| Roque Santa Cruz        | 1             |
| Roberto Acuña           | 1             |
| Justo Villar            | 1             |
| Julio dos Santos        | 1             |
| Salvador Cabañas        | 1             |
| Claudio Morel Rodríguez | 1             |
| Lucas Barrios           | 1             |
| Pablo Zeballos          | 1             |
| Pablo Aguilar           | 1             |
| Ángel Romero            | 1             |
| Fernando Fernández      | 1             |
| Derlis González         | 1             |

### Według klubów
| Klub                 | Liczba nagród |
| -------------------- | ------------- |
| Toluca               | 3             |
| Newell's Old Boys    | 2             |
| Olimpia              | 2             |
| Cerro Porteño        | 2             |
| SL Benfica           | 2             |
| Boca Juniors         | 1             |
| Corinthians Paulista | 1             |
| Real Saragossa       | 1             |
| Club América         | 1             |
| Tijuana              | 1             |
| Bayern Monachium     | 1             |
| Borussia Dortmund    | 1             |
| Nacional             | 1             |
| Sportivo Luqueño     | 1             |
| Guaraní              | 1             |
| Dynamo Kijów         | 1             |